# Diphosphomevalonat-Decarboxylase
Die Diphosphomevalonat-Decarboxylase (MDDase) ist das Enzym, das in den meisten Lebewesen die Umwandlung von Diphosphomevalonat zum Isopentenyldiphosphat katalysiert. In Eukaryoten ist diese Reaktion Teil der Biosynthese der Isoprenoide, speziell in Tieren Teil der Cholesterinbiosynthese. Im Mensch wird MDDase in Herz, Lunge, Leber, Muskeln, Hirn, Pankreas, Nieren und Plazenta exprimiert und ist, im Gegensatz zu aufwärts im Syntheseweg gelegenen Enzymen, nicht in den Peroxisomen, sondern im Zytosol lokalisiert.

## Katalysierte Reaktion
+ ATP ⇒  + ADP + Pi + CO2
5-Diphospho-R-mevalonat wird zu Isopentenyldiphosphat (IPP) umgesetzt.